# DragonForce
DragonForce é uma banda inglesa de power metal que surgiu em 1999, após o fim da banda de black metal, Demoniac. Todos os integrantes, exceto Lindsay Dawson, juntaram-se com ZP Theart e fundaram a banda, com o nome DragonHeart. Dois anos depois, eles tiveram que mudar o nome para DragonForce, por causa do filme Dragonheart. Dizem também que a mudança veio devido ao nome igual ao de uma banda brasileira, que desde 1997 já usavam o nome Dragonheart. Em 2008, foram indicados ao Prêmio Grammy de "Prêmio Grammy de Best Metal Performance" pela canção "Heroes of Our Time", do álbum Ultra Beatdown.

## Biografia

### Formação e primeiros trabalhos (1999-2005)
Nos seus primórdios, a banda era formada pelo vocalista ZP Theart, os guitarristas Herman Li e Sam Totman, o baterista Didier Almouzni, o tecladista Vadim Pruzhanov e o baixista Steve Scott. Com essa formação gravaram o primeiro álbum, Valley of the Damned. Já para o segundo trabalho, Didier saiu, deixando as baquetas para Dave Mackintosh. Além dele, foi recrutado também o baixista Adrian Lambert, que depois deixaria a banda, dando lugar a Frédéric Leclercq.
Em 2003, eles lançam o Valley of the Damned, que conta com 10 faixas, sendo que a música "Where Dragons Rules" é faixa promocional. O álbum tem como destaque a música título do CD, "Valley of the Damned", e também "Black Fire" e "Disciples of Babylon".
Em 2004, é lançado o álbum Sonic Firestorm, o segundo da banda.

### Inhuman Rampage, começo do sucesso,Ultra Beatdowne saída de ZP Theart (2006-2010)
Em 2006, acontece o lançamento do Inhuman Rampage, o terceiro álbum da banda. Desse álbum, dois singles são lançados: "Through the Fire and Flames", e "Operation Ground and Pound". O sucesso do álbum foi tanto, que, depois do lançamento do clipe da "Through the Fire and Flames", o álbum teve um aumento de vendas de 120%.[carece de fontes?] Em 2007, a banda recebe o prêmio de "Melhor Solo", da "Through the Fire and Flames", que foi a mais votada pelos leitores da revista Total Guitar.[carece de fontes?] Em Outubro de 2007 a faixa "Through the Fire and Flames" foi lançada no jogo Guitar Hero III. Estima-se que as vendas de álbum da banda aumentaram em 126% em apenas uma semana, devido ao fato de seu sucesso na participação do game, no qual a canção é conhecida por ser uma das mais difíceis. Em junho de 2008, são lançados mais três singles para o Guitar Hero: "Operation Ground and Pound" e "Revolution Deathsquad", ambas também de Inhuman Rampage, e "Heroes of Our Time" do álbum Ultra Beatdown, só que dessa vez como conteúdo para download, somente para Play Station 3 e Xbox 360.
Em agosto de 2008 é lançado o quarto álbum do DragonForce, Ultra Beatdown. O álbum conta com 12 faixas, três delas promocionais. Ultra Beatdown conta com os singles "Heroes of Our Time" e "The Last Journey Home".
Em 2010, a banda anunciou a saída do vocalista ZP Theart por motivos de divergência musical e declarou que está à procura de um novo vocalista, vindo de qualquer lugar do mundo, para participar das gravações do quinto álbum, que já começou a ser escrito.
Em junho, o grupo confirmou, em seu site oficial, o lançamento do seu primeiro álbum ao vivo, intitulado Twilight Dementia, a ser lançado em 13 de setembro de 2010 em forma de disco duplo. Juntamente à data, a confirmação revelou também a capa e a lista de faixas do álbum, que conta com 13 canções gravadas na parte final da turnê mundial do Ultra Beatdown. Sobre o álbum, o guitarrista Herman Li afirmou:
| “ | Por anos, fãs tem nos pedido que gravássemos um álbum ao vivo, mas honestamente, nós nunca tivemos realmente tempo devido aos nossos compromissos das turnês mundiais e às gravações de álbum de estúdio. Contudo, devido ao maravilhoso retorno positivo de fãs em relação à "Ultra Beatdown World tour" (Turnê Mundial do Ultra Beatdown), nós decidimos finalmente pensar de verdade nisso... Essas gravações realmente capturam a energia sônica crua de um show do DragonForce com detalhes fiéis...é tão real que você pode ouvir o barulho da platéia e ter a experiência do show como se fosse aquela noite - você pode até ouvir as pedaleiras serem pisadas! | ” |

### Chegada de Marc Hudson eThe Power Within(2011-2012)
No dia 2 de março de 2011, a banda anuncia o novo vocalista: Marc Hudson, com apenas 23 anos. Ele estreou ao vivo com o grupo num show de abertura para o Iron Maiden.
Seu primeiro álbum com a banda foi The Power Within, lançado em 15 de abril de 2012.

### Maximum Overloade saída de Dave (2013-2014)
Em 12 de abril de 2013, o DragonForce anunciou que haviam terminado de escrever seu sexto álbum e que ela entraria no estúdio no mês seguinte, o que ocorreu no dia 19 nos Fascination Street Studios, na Suécia, com o produtor Jens Bogren. A banda afirmou: "Agora mesmo, todos da banda estão se coçando para entrar no estúdio e gravar talvez as músicas mais épicas que o DragonForce já escreveu. Com tantas ideias voando por aí e canções já escritas, nós decidimos juntar forças com o produtor Jens Bogren para ajudar a levar o som do DF ao próximo nível e além!"
Em 31 de março de 2014, a capa, o nome e a data de lançamento do álbum foram revelados: Maximum Overload será lançado em 18 de agosto de 2014 no Reino Unido e no dia seguinte na América do Norte. O vocalista e guitarrista da banda Trivium, Matt Heafy fará participações em algumas das faixas. Além disso, a banda fará um cover de "Ring of Fire", sucesso de Johnny Cash. Uma das novas faixas do álbum, "Defenders", foi disponibilizada no canal oficial da banda no YouTube.
Em 3 de junho de 2014, o DragonForce anunciou a saída do baterista Dave Mackintosh, que quer se focar "na sua paixão": o rock progressivo. Ele foi substituído pelo baterista do Braindamage e do Kill Ritual, o italiano Gee Anzalone.

### In the Line of Fire(2015)
Em 12 de fevereiro de 2015, a banda anuncia o seu primeiro DVD/Blu-Ray oficial a ser lançado em julho do mesmo ano. O trabalho virá em um pacote duplo com DVD e um CD com o áudio do show. A performance foi da apresentação no Loud Park 2014 e conta com dez faixas, entre elas os "Fury of the Storm", "Through the Fire and Flames" e "Valley of the Damned". Junto com o anúncio do DVD, a banda lançou o segundo videoclipe do Maximum Overload, "Three Hammers". O clipe foi feito usando as cenas gravadas do show no Loud Park.

### Reaching into Infinity(2017-2018)
Em fevereiro de 2017, a banda anunciou o nome, a capa e a lista de faixas de seu sétimo álbum de estúdio, Reaching into Infinity, a ser lançado em 19 de maio do mesmo ano pela earMUSIC.
Em Julho de 2017, Marc Hudson disse em uma entrevista que o tecladista Vadim Pruzhanov iria dar uma pausa nas atividades da banda pois queria passar mais tempo com a família. Em 2018 ele anuncia sua saída oficial da banda.

### Extreme Power Metal (2019)
Em Julho de 2019, a banda anuncia que lançará no final de Setembro seu oitavo álbum de estúdio. Juntamente com o anúncio foi lançado o single "Highway to Oblivion".
Em 14 de Agosto de 2019, a banda anunciou em suas redes sociais a saída do baixista Frédéric Leclercq, alegando que ele estaria se dedicando a outros projetos.
Em 27 de Setembro de 2019, a banda lançou Extreme Power Metal, álbum focado na temática de videogames, tendo referências a jogos famosos, como a faixa "The Last Dragonborn" se referindo a The Elders Scrolls V: Skyrim. A capa do CD também é inspirada em jogos retrô.
A 10ª música do álbum é um cover da famosíssima "My Heart Will Go On", faixa memorável do filme "Titanic". Na versão japonesa do álbum, há uma faixa bônus exclusiva chamada "Behind the Mirror of Death".

### Nova Baixista e Warp Speed Warriors (2020 - Atualmente)
Em 2020 a banda anuncia Alicia Vigil como baixista para realizar as turnês na Europa. Em Março do mesmo ano, a banda anuncia que o baterista Gee Anzalone está sendo hospitalizado devido a miocardia, sendo forçado a interromper sua participação nos shows. O ex-Angra Aquiles Priester foi o substituto, realizando alguns shows, até a turnê ser cancelada devido a pandemia da COVID-19. Posteriormente a banda anunciou a entrada oficial da baixista Alicia Vigil na banda.
Em 2022 a banda retorna com a turnê de Extreme Power Metal. Também foi anunciado pelo guitarrista Herman Li que a banda já estava trabalhando em um novo disco.
Em 2023 a banda anuncia um contrato com a Napalm Records, para lançar seu próximo álbum de estúdio. Em 14 de Setembro, a banda lança o primeiro single, "Doomsday Party". Em Outubro, lança o segundo single: "Power of Triforce", mais uma referência videogames famosos, se referindo a The Legend of Zelda. No mesmo dia, foi anunciado que o próximo disco se chamará "Warp Speed Warriors" e seu lançamento em Março de 2024.
Em 15 de Fevereiro de 2024, é lançado o cover da música "Wildest Dreams", da cantora pop Taylor Swift. 
Em 15 de Março de 2024, o nono álbum de estúdio é lançado: "Warp Speed Warriors". O cover Wildest Dreams foi incluído como faixa bônus do disco. Foi lançado uma versão de luxo onde somente 300 unidades foram fabricadas. Nesta versão, possui a exclusica versão de "Astro Warrior Anthem" com participações de Nita Strauss e Matt Heafy.
Em 30 de Maio de 2024 a banda lançou a música "A Draco Tale", em colaboração com o jogo mobile da Supercell, "Brawl Stars", para promover o novo personagem Draco.
Em 19 de Outubro de 2024, a banda se apresenta no festival Knotfest, realizado no Allianz Parque, em São Paulo.

## Estilo Musical

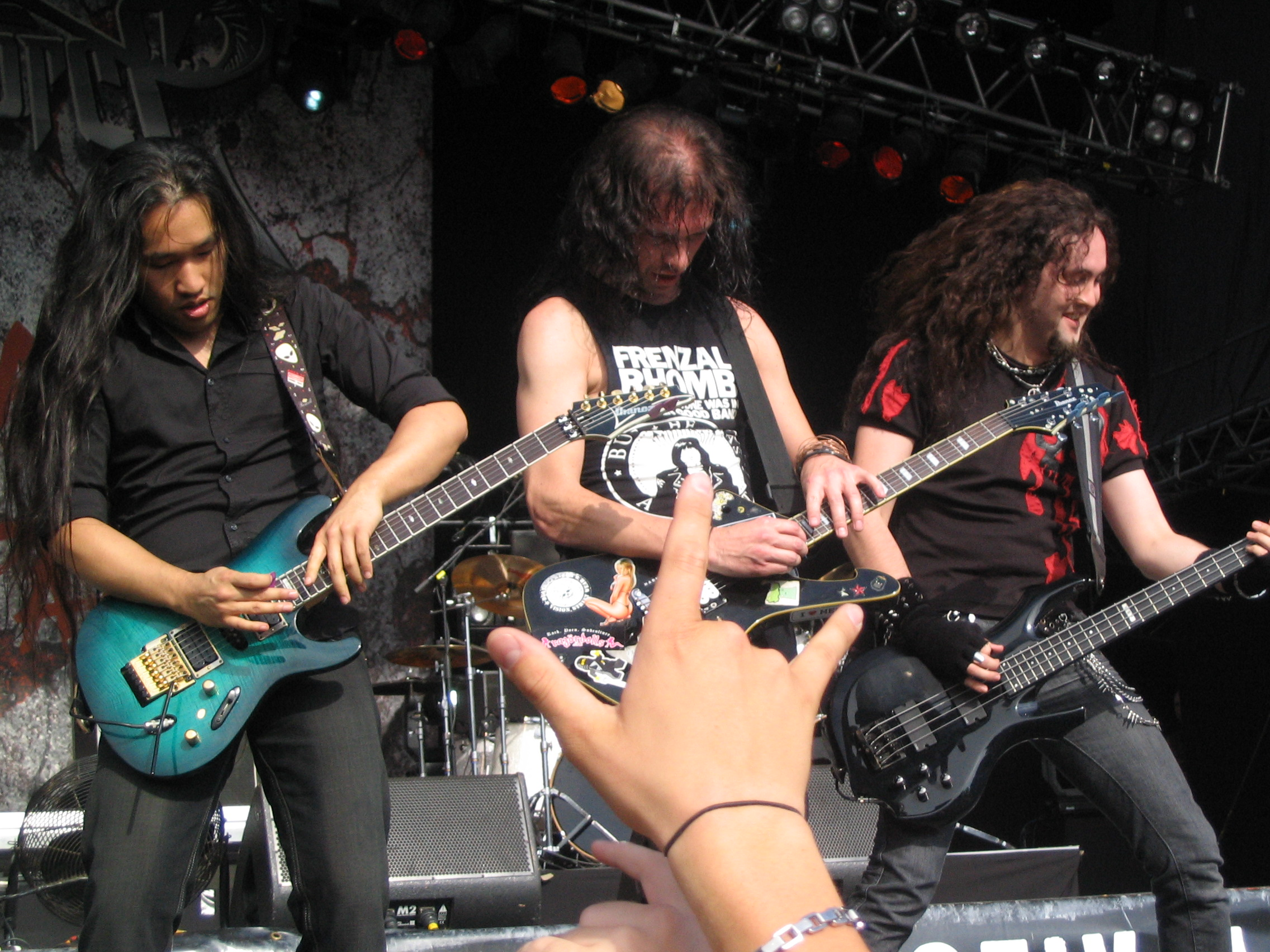
DragonForce Tuska Open Air Metal Festivalilla

Muito do estilo idiossincrático do DragonForce vem dos sons dos duelos de guitarra em alta velocidade de Herman Li e Sam Totman. Ao tocar em um ritmo acelerado nos registros superiores de seus instrumentos, o som deles se torna similar aos chamados "bleepy arpeggios" e às mudanças rápidas normalmente associadas a chiptunes, geralmente ouvidas na trilha-sonora de jogos eletrônicos da terceira geração de videogames. A banda é influenciada por este tipo de musica, e por vezes presta homenagem a essa influência em seus videoclipes. Embora a banda frequentemente seja referenciada como adepta do estilo power metal, Herman Li disse, certa vez em uma entrevista dada a revista Guitar World, que o estilo musical da banda é: "'Nintendo metal', 'power metal extremo', 'Bon Jovi on speed', 'Journey meets Slayer ', ... as pessoas estão sempre chegando com rótulos estranhos para nós. " A banda às vezes tem sido rotulada como uma banda de speed metal.

## Discografia

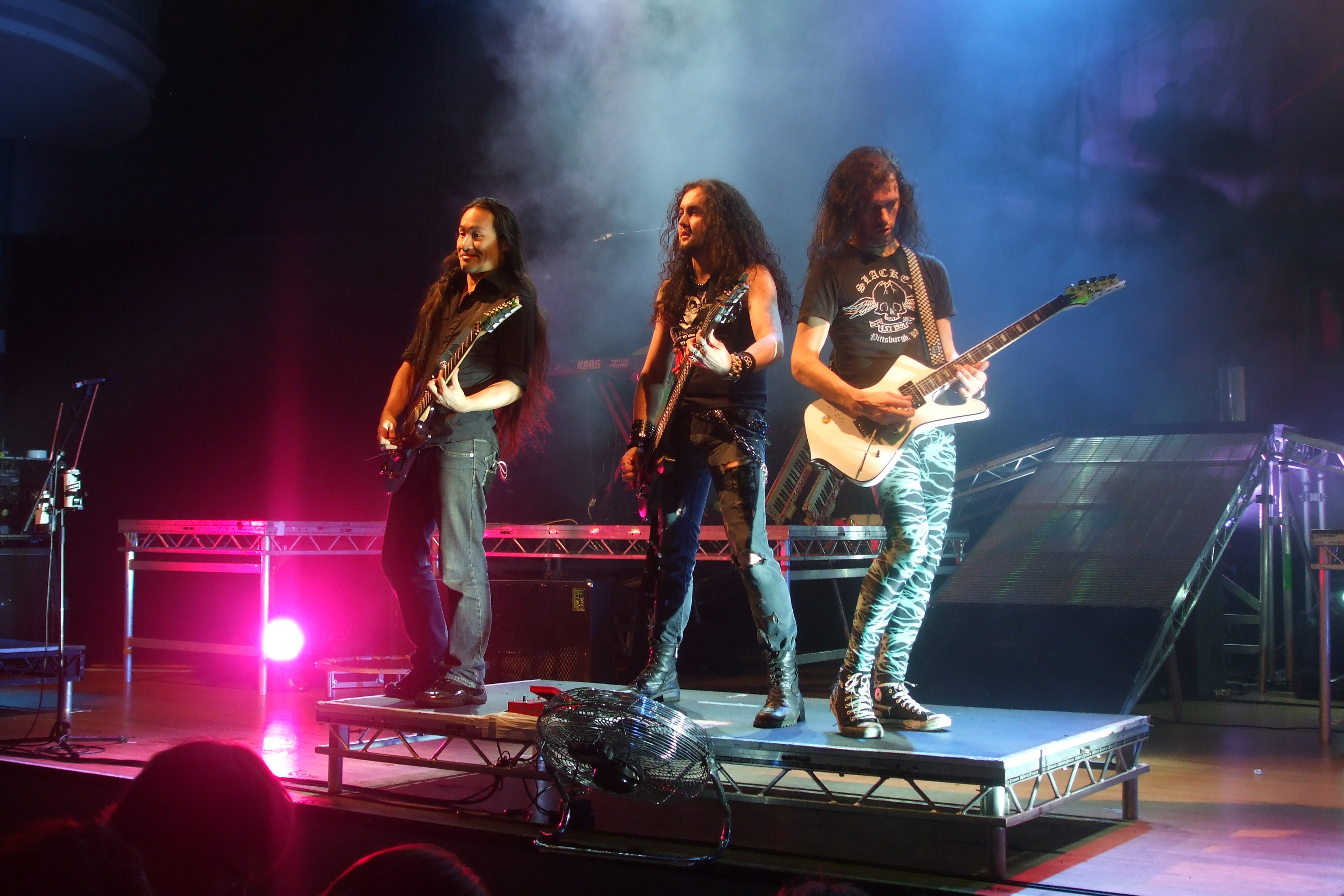
Herman Li, Frédéric Leclercq e Sam Totman se apresentando em Melbourne em 2009.